# روش پوسته

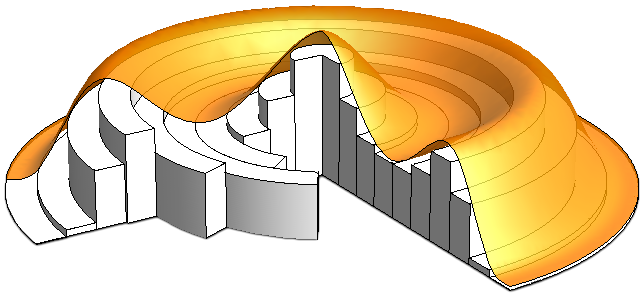
حجم با مجموعه‌ای از استواته‌های توخالی تخمین زده می‌شود. هرچه دیوارهٔ استوانه‌ای نازک‌تر باشد، حجم تقریب زده شده بهتر است. حد این تقریب همان انتگرال پوسته‌ای است.

روش پوسته (به انگلیسی: shell method) یا (به انگلیسی: Shell integration) روشی برای محاسبهٔ حجم جسم حاصل از دوران است. دراین روش در طول محوری عمود بر محور دوران انتگرال‌گیری می‌شود؛ این روش مقابل روش دیسک که در آن در طول محور موازی با محور دوران انتگرال گرفته می‌شود، است.

## تعریف
جسمی سه بعدی که با دوران سطح مقطعی در صفحهٔ xy حول محور y حاصل شده‌است را در نظر بگیرید. فرض کنید سطح مقطع با نمودار تابع مثبتی y بر بازهٔ [a, b] تعریف شده باشد. آنگاه فرمول محاسبهٔ حجم جسم برابر خواهد بود با:
{\displaystyle 2\pi \int _{a}^{b}xf(x)\,dx}
اگر به جای دوران حول محور y حول محور x باشد آنگاه فرمول به صورت زیر خواهد بود:
{\displaystyle 2\pi \int _{a}^{b}yf(y)\,dy}
اگر تابع دور خط x = h دوران یابد آنگاه فرمول برابر می‌شود با:
{\displaystyle {\begin{cases}\displaystyle 2\pi \int _{a}^{b}(x-h)f(x)\,dx,&{\text{if}}\ h\leq a<b\\\displaystyle 2\pi \int _{a}^{b}(h-x)f(x)\,dx,&{\text{if}}\ a<b\leq h,\end{cases}}}
و اگر حول محور y = k دوران یابد:
{\displaystyle {\begin{cases}\displaystyle 2\pi \int _{a}^{b}(y-k)f(y)\,dy,&{\text{if}}\ k\leq a<b\\\displaystyle 2\pi \int _{a}^{b}(k-y)f(y)\,dy,&{\text{if}}\ a<b\leq k.\end{cases}}}
این فرمول با محاسبهٔ انتگرال دوگانه در مختصات قطبی حاصل می‌شود.

## نمونه
جسم زیر که سطح مقطع آن بر بازهٔ [۱،۲] تعریف شده‌است را درنظر بگیرید:
{\displaystyle y=(x-1)^{2}(x-2)^{2}}
با استفاده از روش پوسته فرمول زیر را داریم:
{\displaystyle 2\pi \int _{1}^{2}x((x-1)^{2}(x-2)^{2})\,dx}
با گسترش چندجمله‌ای بالا حل انتگرال بسیار ساده می‌شود. با محاسبهٔ انتگرال، حجم جسم برابر با {\displaystyle \pi }/10 واحد مربع می‌شود.